# Aphanistes orchardae
Aphanistes orchardae är en stekelart som beskrevs av Ian D. Gauld och Bradshaw 1997. Aphanistes orchardae ingår i släktet Aphanistes och familjen brokparasitsteklar. Inga underarter finns listade i Catalogue of Life.